# Дело Гиндина
Дело Гиндина — кровавый навет и судебный процесс в Москве весной 1922 года.
75-летний Меир Гиндин, осуществлявший доставку тела умершего мальчика на еврейское кладбище, был обвинён толпой в ритуальном убийстве. Суд признал его виновным в нарушении порядка проведения похорон и наказал главу еврейской общины за неисполнение служебных обязанностей. Антисемитские подстрекатели были подвергнуты общественному порицанию. Советские и иностранные СМИ провели параллели со всемирно известным дореволюционным делом Бейлиса — аналогичным обвинением киевского еврея в убийстве христианского мальчика.

## Антисемитизм в Советской России в 1922 году
В этот период в Советской России был массовый голод и проходила активная антирелигиозная кампания, включавшая в себя конфискацию в пользу государства религиозных ценностей для помощи голодающим. Эта кампания конфискаций затронула все религиозные общины (в том числе изъятие имущества синагог), большинство православных возлагали вину за конфискацию церковных ценностей на еврейских коммунистов. 28-29 марта 1922 года в Смоленске население оказало сопротивление при изъятии церковных ценностей, которое переросло в антиеврейский погром.
Евреи получали помощь из-за границы благодаря таким организациям, как «Джойнт» (который до конца 1922 года действовал в России под эгидой «Американской администрации помощи»). Это вызывало антисемитские настроения среди жителей Москвы и других мест, которые такой помощи не получали.

## Ход событий
Меир Гиндин (в некоторых источниках Хиндин) работал в московской синагоге в должности шамеса. Одновременно он был членом «хевра кадиша» (похоронного общества) и занимался доставкой умерших на единственное еврейское кладбище в Москве — Дорогомиловское. В 1922 году ему было 75 лет.

### Конфликт в марте
Глава еврейской общины Альберт Фукс поручил Гиндину забрать из морга и перевезти на кладбище тело малолетнего Гирша Рабиновича, умершего от пневмонии 21 марта 1922 года. Денег у его семьи на похороны не было.
Когда Гиндин забирал труп из морга, на нём были многочисленные следы крысиных укусов. Он завернул труп в простыню и отнёс на Лубянскую площадь. При попытке сесть в трамвай он споткнулся и выронил свёрток. Толпа увидела труп и решила, что Гиндин мог нести убитого мальчика-христианина. Гиндина вместе с трупом доставили в милицию, судмедэксперты подтвердили естественную смерть мальчика и его еврейское происхождение, поскольку он был обрезан.

### Конфликт 4 апреля

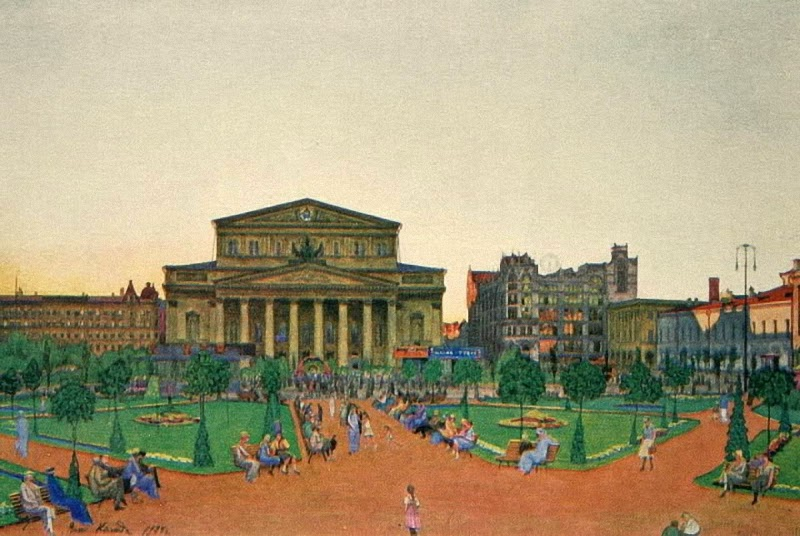
Театральная площадь в 1920-е годы — место задержания Гиндина

Вскоре ещё один еврейский ребёнок в возрасте 11 месяцев умер от пневмонии. У семьи Каплан, приехавшей из голодающей Украины, также не было денег на похороны. Фукс вновь отправил Меира Гиндина доставить тело на кладбище.
4 апреля 1922 года за несколько дней до еврейской Пасхи Гиндин вновь отправился в морг. Он завернул труп в ткань, положил в льняной мешок и понёс его на кладбище пешком, чтобы сэкономить деньги за проезд на трамвае. На Театральной площади Гиндина остановила кондуктор трамвая Романова и потребовала показать, что у него в мешке. После отказа она подняла крик, привлекая внимание людей, утверждая, что еврей несёт убитого им ребёнка. Собравшаяся толпа была готова линчевать Гиндина, а несколько человек утверждали, что самолично видели, как он убивал мальчика. Ему удалось спастись благодаря нескольким людям, которые вызвали милицию. Кроме Гиндина, милиция задержала также Романову и ещё троих подстрекателей, кричавших в толпе «Бей жидов!».
Чтобы успокоить возбуждённую толпу, милиционеры пригласили в отделение нескольких представителей, а также вызвали для освидетельствования тела медиков и православного священника из близлежащего храма Благовещения Пресвятой Богородицы в Столешниковом переулке. Участники обследования пришли к выводу, что следов насильственной смерти нет, а ребёнок является евреем.

### Судебный процесс

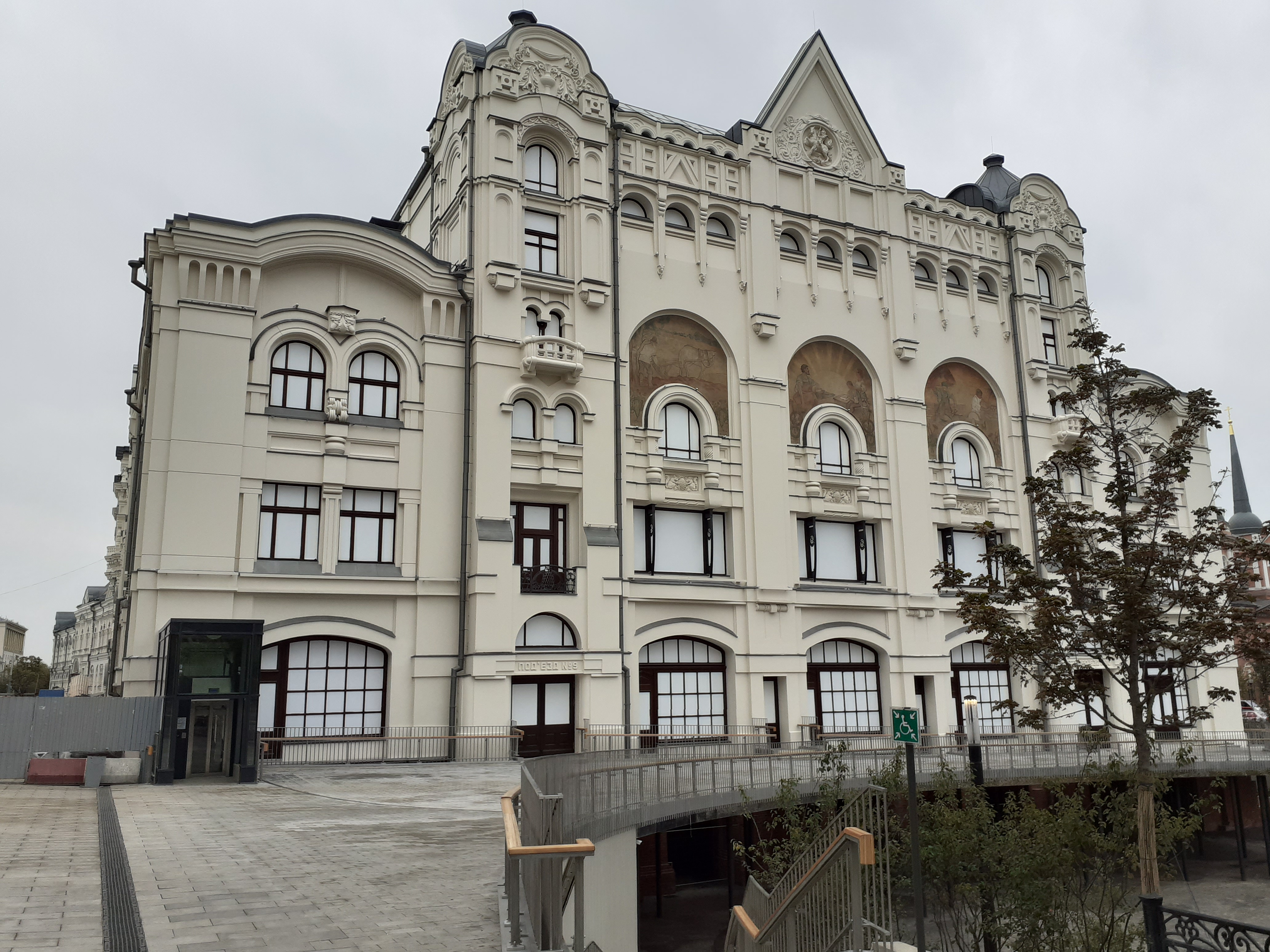
Здание Политехнического музея, где проходил суд

Судебный процесс прошёл очень быстро. Он начался уже на следующий день и проходил в том же районе в Политехническом музее. Площадь помещения была достаточной, чтобы вместить всех желающих. При этом судебный процесс вызвал огромный интерес у москвичей. 5 и 6 апреля около 1500 человек из самых разных слоёв общества полностью заполнили зрительный зал музея.
Судья, прокурор и присяжные заседатели были тщательно отобраны — все они были этническими русскими. Прокурором был назначен ветеран партии Иннокентий Стуков. Судьёй стал Иван Смирнов, работавший до Первой мировой войны на московском хлебозаводе; он вступил в партию большевиков в 1917 году и с тех пор заседал в московских революционных трибуналах. Об адвокате информации нет; возможно, суд проводился без участия адвоката.
Суд, рассмотрев ситуацию, вынес следующее решение. Все подсудимые были признаны виновными в нарушении законов. Троих зачинщиков беспорядков, включая Романову, обвинили в антисемитской агитации. Суд, однако, счёл, что они были невольными орудиями в руках неких неназванных черносотенцев и врагов советской власти. Их приговорили к строгому общественному порицанию. Вина Гиндина, который не имел права носить труп в руках по городу, а должен был везти его на транспорте должным образом завёрнутым в саван, была доказана, однако суд решил не наказывать нищего старика, а, напротив, рекомендовал местному отделу социального обеспечения снабдить его средствами к существованию.
Больше всех в этой истории пострадал глава общины Альберт Фукс. Суд обвинил его в грубом неисполнении служебных обязанностей. При этом обвинение было ложным, потому что еврейская община просто не могла получить льняное полотно для изготовления саванов, а лошадь, карету и даже носилки для перевозки трупов власти конфисковали в 1918 году и запретили собирать деньги для нового приобретения. Хотя прокурор Стуков настаивал, что Фукс должен быть наказан лишением свободы, суд после пятичасового обсуждения решил, что будет достаточно года принудительных работ. На практике Фукс работал там же, но лишился 25 % своей зарплаты и части выплат по социальному страхованию.

## Освещение в СМИ
Советские и американские СМИ освещали этот процесс. У многих были свежи воспоминания о кровавом навете в деле Бейлиса 1913 года, поэтому почти все издания, публиковавшие информацию о процессе, проводили те или иные параллели с этим всемирно нашумевшим делом.
6 апреля в «Известиях» вышла статья за подписью «Мих. К.» Как полагал филолог и историк Геннадий Эстрайх, за этим псевдонимом скрывался один из ведущих советских журналистов Михаил Кольцов. Автор припомнил навет на евреев в деле Бейлиса и намекнул, что те, кто инициировал и поддерживал антисемитские обвинения, вновь появились за кулисами политической сцены в обстановке нэпа и разжигают ненависть в связи с изъятием церковных ценностей в помощь голодающим.
9 апреля в передовице «Известий» под редакцией ветерана-большевика Юрия Стеклова выражалось недовольство мягким приговором, вынесенным антисемитским подстрекателям. Автор считал, что их следовало отправить на перевоспитание на специальные курсы с лишением избирательных прав до конца учёбы. Газета подчёркивала, что антисемитизм, «наследие прошлого», особенно опасен, если находит поддержку среди трудящихся, и также напоминала о деле Бейлиса.
Коминтерновский пропагандист Моисей Рафес писал в издававшейся в Москве газете на идише «Дер Эмес», что «Новая Бейлисиада в Советской России невозможна». Он изложил конспирологическую версию о контрреволюционном заговоре с целью возбудить антисемитские беспорядки.
The Washington Post писала, что официальное советское информагентство обвинило в «попытках погромов в Москве» «черносотенных» монархистов, которые «вели антисемитскую пропаганду в связи с реквизицией церковных ценностей». Однако никакой прямой связи с антисоветскими заговорщиками суду выявить не удалось.
Московский представитель «Джойнта» Самсон Колдовский написал в статье для нью-йоркской социалистической газеты на идише פֿאָרווערטס‎ (The Forward — «Вперёд»), что дело Гиндина обнажило «гноящуюся рану современной еврейской жизни в России, а также всей русской жизни». Он также провёл параллели между этим делом и делом Бейлиса, сравнив Романову с главой воровской шайки Верой Чеберяк. The New York Times 9 апреля 1922 года под заголовком «Дело Бейлиса в Москве» напомнила своим читателям, что «Бейлис прибыл в Соединённые Штаты в феврале прошлого года».

## Последующие события
Альберт Фукс, судья Иван Смирнов и прокурор Иннокентий Стуков были расстреляны в период репрессий в 1936—1938 годах.